# Lac Chenching
Le lac Chenching (chinois: 澄清湖; Pinyin: Chéngqīng Hú), surnommé « lac de l'Ouest de Taïwan », est situé dans le district de Niaosong, dans la ville de Kaohsiung.

## Description
Renommé pour son atmosphère paisible en raison de l'eau stagnante, le lac est une source du réseau d'approvisionnement en eau ainsi qu’un site touristique de Kaohsiung étant le lac le plus grand de la ville,.
Le lieu comprend un parc et un aquarium. Ayant comme ancien nom « Dabei », il est renommé par le Président Chiang Kai-Shek après une visite en 1963. Il est ouvert au public par le bureau de tourisme de la ville depuis 1960.
La superficie du lac est de plus de 300 hectares et la route qui a été construite autour du lac s’étend sur un total de sept kilomètres.
La zone peut être divisée en trois sections : l'espace spécialement pour les touristes, la zone de loisirs, et la zone consacrée au réservoir.
Chuan-Hsi-Jai, l’auberge de jeunesse appartenant au gouvernement, se situe aussi au lac Chening. Près du lac se trouvent les campings spécialisés pour les jeunes, le Grand Hôtel, un club de golf, et un stade de baseball.
Le Département d’approvisionnement en eau se charge de la zone touristique. En ce qui concerne l'approvisionnement en eau, il a adopté une gestion scientifique pour faire face à toutes les situations, comme développer de nouvelles sources d'eau, moderniser la technique pertinente et l'équipement. Pour le tourisme, le ministère tente de maintenir la propreté de la nature et de conserver une architecture et un cadre traditionnels chinois.

## Sites touristiques
- Pont de neuf

Le Pont de neuf angles est le site touristique le plus connu du parc. Construit en 1960, ce pont a une longueur de 230 mètres et une largeur de 2,5 m. Comme le nom l’indique, il comprend neuf angles droits. Le pont commence à Ningjing Park et finit au pavillon de Feng Yuan.
- Aquarium

Construit en 1961 en tant que cuve (souterraine) anti-nucléaire, sa longueur est de 200 mètres. En 1969, la cuve est rénovée en aquarium touristique dans lequel on retrouve toutes sortes d’organismes marins divisés en cinq zones d’expositions : animaux spéciaux, trésors dans la mer, coquillages, étranges rochers, et baleines.
- Château de Chiang Kai-Shek

Fabriqué en marbre, le château de 12,5 ha appartient à l’ancien président et leader militaire. Il est situé sur une petite colline dans le parc. Aujourd’hui, le château a été transformé en musée dans lequel on retrouve le patrimoine du Président Chiang.
- Pagode de Juonsing

Le Pagode de Juonsing a une hauteur 43 mètres. Placée au deuxième rang des « huit Pagodes de Kaohsiung », elle donne une très belle vue sur le lac. Elle est aussi considérée comme le site le plus connu pour profiter de la brise.
- Monticule de cent fleurs

Les routes sont nommées d'après les fleurs et les arbres au long du chemin. De chaque côté des routes, il y a des parterres de fleurs, que l’on appelle « Monticule de Cent fleurs ».
- Zone de lotus

Sur le côté droit du pont Gan Quan pont se trouve une zone de lotus, d’environ 5 hectares. elle est souvent l’endroit préféré des amoureux.
- Trois pavillons

Les trois pavillons se trouvent environ à 500 mètres du centre d’activités pour les jeunes. Les trois pavillons ont une forme de cercle, hexagone et octogone. Chaque pavillon peut accueillir au maximum 40 personnes. Le long du lac, il y a de grands cocotiers ainsi que des bancs en pierre d’où on peut observer le lever du soleil ou la pleine lune lors de la fête de la Lune.
- Pont des Pies

Inspiré par la fameuse histoire d’amour chinoise qui a été transmise de génération en génération, M. Bouvier et Mlle Tisserande, les Pont de Pies est coloré en rouge pour représenter la joie du couple qui se rencontre sur le pont.
- Chuan-Hsi-Jai

L’auberge de jeunesse est construite et gérée par le gouvernement. Le lieu est entouré par la nature. On retrouve à l’extérieur un terrain de basket, un parking et un bar, ainsi qu’un espace pour organiser des barbecues.